# Spoorlijn Polch - Münstermaifeld
De spoorlijn Polch - Münstermaifeld was een Duitse spoorlijn in Rijnland-Palts en was als spoorlijn 3016 onder beheer van DB Netze.

## Geschiedenis
Het traject werd door de Preußische Staatseisenbahnen geopend op 16 maart 1916. In 1961 werd het personenvervoer opgeheven, in 1983 werd de lijn gesloten en vervolgens opgebroken. Thans is op de bedding een fietspad aangelegd.

## Aansluitingen
In de volgende plaats was er een aansluiting op de volgende spoorlijn:
Polch
DB 3015, spoorlijn tussen Koblenz-Lützel en Mayen Ost